# قلعه بدافت
قلعه بدافت مربوط به دوره ساسانیان است و در شهرستان ابرکوه، بخش بهمن، دهستان مهرآباد، روستای بدافت واقع شده و این اثر در تاریخ ۲۶ اسفند ۱۳۸۶ با شمارهٔ ثبت ۲۲۱۱۵ به‌عنوان یکی از آثار ملی ایران به ثبت رسیده است.